# Cola ballayi
Cola ballayi là một loài thực vật có hoa trong họ Cẩm quỳ. Loài này được Cornu ex Heckel mô tả khoa học đầu tiên năm 1893.